# Rio Branco (vattendrag i Brasilien, Rondônia, lat -12,64, long -63,13)
Rio Branco är ett vattendrag i Brasilien.   Det ligger i delstaten Rondônia, i den centrala delen av landet, 1 700 km väster om huvudstaden Brasília.
I omgivningarna runt Rio Branco växer i huvudsak städsegrön lövskog. Trakten runt Rio Branco är nära nog obefolkad, med mindre än två invånare per kvadratkilometer.